# 牛田裕子
牛田 裕子（うしだ ひろこ、1986年5月31日 - ）は、日本の女性声優。長野県出身。青二プロダクション所属。

## 経歴
明治大学情報コミュニケーション学部卒業。
高校生の時に演劇部で芝居をやっていたが、大学受験で部活をやめて以降芝居ができなくなる。しかし芝居をやりたいという気持ちが強くなっていったために芝居のできるところを探し、映像テクノアカデミアに入学した。舞台をやりたかったために俳優コースに進んだが、研修で指導を受けるうちにマイク前での演技が楽しくなり、声優になりたいと思うようになる。2008年3月に映像テクノアカデミアを卒業し、青二プロダクションに入所した。

## 人物
声優としては、多数のアニメ、洋画、ゲーム、CD/ラジオドラマ等に出演している。
吹き替えでは、ジェニファー・ローレンスを多く担当している。
趣味は音楽・映画鑑賞、ハーブ、読書。特技は水泳。
資格・免許は書道6段、英検3級、独検4級。

## 出演
太字はメインキャラクター。

### テレビアニメ
2009年
- ねぎぼうずのあさたろう（娘）
- フレッシュプリキュア!（妻）
- ONE PIECE（2009年 - 2019年、女戦士、女海賊、ミセス、コンブ、ジョコンド 他）

2010年
- あそびにいくヨ!（アナウンサー）
- あにゃまる探偵 キルミンずぅ（武藤マサト）
- 裏切りは僕の名前を知っている（人形A）
- 怪談レストラン（孫）
- カルルとふしぎな塔（ポム）
- 侵略!イカ娘（母親）
- STAR DRIVER 輝きのタクト（ヤマスガタ・ジャガー、女生徒、科学ギルドオペレーター）
- ドラゴンボール改（2010年 - 2015年、受付の女性、女性、チビ、マーロン、インタビュアー） - 2シリーズ
- ハートキャッチプリキュア!（鶴崎先生）

2011年
- 青の祓魔師（舞）
- 異国迷路のクロワーゼ The Animation（女性）
- ウルヴァリン（侍女、マドリプールの住人）
- X-MEN（女の子、通信機の声、母親達、アナウンス）
- STEINS;GATE（店員）
- 侵略!?イカ娘（斉藤愛子、女医）
- たまゆら〜hitotose〜（女子大生、女性）
- デジモンクロスウォーズ 悪のデスジェネラルと七つの王国（トゥルイエモン）
- とある魔術の禁書目録II（ナンシー）
- BLOOD-C（町の住民）
- ブレイド（娘、女性）
- 魔乳秘剣帖（長女）
- よんでますよ、アザゼルさん。（女子アナウンサー、駅アナウンス、マンドラゴラ、女子生徒、通行人の女性、女オタク）

2012年
- エウレカセブンAO（オバさん）
- 聖闘士星矢Ω（子供）
- 絶園のテンペスト（吉野母）
- デジモンクロスウォーズ 時を駆ける少年ハンターたち（女子中学生2）
- BRAVE10（女中頭）

2013年
- DIABOLIK LOVERS（アヤト〈幼少期〉）
- よんでますよ、アザゼルさん。Z（受付嬢）

2014年
- アオハライド（おばさん）
- キャプテン・アース（牧野ヒトミ、テッペイ〈幼少期〉）
- 金色のコルダ Blue♪Sky（女子部員）
- そにアニ -SUPER SONICO THE ANIMATION-（カメラマン）
- ロボットガールズZ（八百屋のおばちゃん）

2015年
- ドラゴンボール超（マーロン）

2018年
- マーベル フューチャー・アベンジャーズ（メデューサ）
- フルメタル・パニック! Invisible Victory（マーサ・ウィット）

2024年
- となりの妖怪さん（杉本早苗）

### 劇場アニメ
2009年
- 仏陀再誕－The REBIRTH of BUDDHA

2011年
- 手塚治虫のブッダ -赤い砂漠よ!美しく-
- トワノクオン（オペレーター13）

2012年
- BLOOD-C The Last Dark（OL）
- ももへの手紙

2013年
- 劇場版 STEINS;GATE 負荷領域のデジャヴ（店員）

2015年
- ドラゴンボールZ 復活の「F」

### OVA
- COBRA THE ANIMATION コブラ タイム・ドライブ（2009年、パロマ）

### Webアニメ
- 美少女戦士セーラームーンCrystal（2015年、母）
- スーパードラゴンボールヒーローズ プロモーションアニメ（2021年、ロベル / 魔神ロベル）
- ぶらどらぶ（2021年、クローディア）
- T・Pぼん（2024年、おばさん）

### ゲーム
2009年
- Lucian Bee's RESURRECTION SUPERNOVA（メイシャン）

2010年
- Angelic Crest（イシス、マディヤ、ラティア）
- CLOCK ZERO 〜終焉の一秒〜
- ゴッドイーター バースト（プレイヤーボイス）
- STORM LOVER（御子柴明日菜）
- 戦場のヴァルキュリア2 ガリア王立士官学校（クロエ・ブリクセン、イングヒルト・ノーベル）
- テイルズ オブ ファンタジア なりきりダンジョンX

2011年
- Another Century's Episode Portable（エルーザ・ミズキ）
- アンチェインブレイズ レクス（エキドゥナ）
- code_18
- 死神と少女
- STAR DRIVER 輝きのタクト 銀河美少年伝説（ヤマスガタ・ジャガー）
- STORM LOVER 夏恋!!
- スト☆マニ 〜Strobe☆Mania〜
- テイルズ オブ エクシリア
- テイルズ オブ ザ ワールド レディアント マイソロジー3（ヒーローズボイス）

2012年
- 機動戦士ガンダム オンライン（女性パイロット1）
- 幻想水滸伝 紡がれし百年の時（ルルサ、ラクイラ、クイネリア・リウイス）
- 新・剣と魔法と学園モノ。刻の学園
- 第2次スーパーロボット大戦OG（ウンブラ）
- テイルズ オブ エクシリア2
- バイナリー ドメイン（ダンの母親）

2013年
- カオス ヒーローズ オンライン（メデューサ、マゼンダ）
- ゴッドイーター2（プレイヤーボイス）
- 真・三國無双7 猛将伝（呂玲綺）
- 討鬼伝（樒）
- スーパーロボット大戦OGサーガ 魔装機神III PRIDE OF JUSTICE
- スーパーロボット大戦OG ダークプリズン（ウンブラ）
- STORM LOVER 2nd

2014年
- 影牢 〜ダークサイド プリンセス〜（ヴェルザ）
- 真・三國無双7 Empires（呂玲綺）
- スーパーロボット大戦OGサーガ 魔装機神F COFFIN OF THE END
- 討鬼伝 極（樒）
- ヒーローバンク
- ヒーローバンク2（カイトの母）

2016年
- テイルズ オブ ベルセリア

2017年
- 逆転オセロニア（ヘカテー）

2018年
- 真・三國無双8（呂玲綺）
- 北斗が如く
- 戦場のヴァルキュリア4（マリー・ベネット）
- スーパードラゴンボールヒーローズ（ロベル）

2020年
- ドラゴンボールZ カカロット（マーロン）

2021年
- スーパードラゴンボールヒーローズ（魔神ロベル）
- 真・三國無双8 Empires（呂玲綺）

### 吹き替え

#### 担当女優
ジェニファー・ローレンス
- X-MENシリーズ（レイヴン・ダークホルム / ミスティーク）
  - X-MEN:ファースト・ジェネレーション
  - X-MEN:フューチャー&パスト ※ローグ・エディションのみ
  - X-MEN:アポカリプス
  - X-MEN:ダーク・フェニックス

- 世界にひとつのプレイブック（ティファニー・マクスウェル）
- その道の向こうに（リンジー）
- ドント・ルック・アップ（ケイト・ディビアスキー）
- レッド・スパロー（ドミニカ・エゴロワ）

ブリジット・メンドラー
- ウェイバリー通りのウィザードたち（ジュリエット・ヴァン・ヒューゼン）
- グッドラック・チャーリー（テディ・ダンカン）
- グッドラック・チャーリー ザ・ムービー（テディ・ダンカン）
- ジョナス（ペニー）
- レモネード・マウス（オリビア・ホワイト）

#### 映画
- アサシン・クラブ（ソフィー〈ダニエラ・メルシオール〉）
- 新しい人生のはじめかた
- アリス（アリス〈カテリーナ・スコーソン〉）
- イエスマン “YES”は人生のパスワード（ダフネ）
- 運命のボタン
- エクトプラズム 怨霊の棲む家（ウェンディ〈アマンダ・クルー〉）
- ガリバー旅行記（少年）
- キス&キル（ヴィヴィアン〈キャサリン・ウィニック〉）
- グリーン・ランタン
- クロッシング（アンジェラ〈リリ・テイラー〉）
- 消されたヘッドライン（ジェシー）
- 小悪魔はなぜモテる?!（オリーヴ・ペンダーガスト〈エマ・ストーン〉）
- ザ・ウォード/監禁病棟（エミリー〈メイミー・ガマー〉）
- ザ・バンク 堕ちた巨像
- サプライズ（ジー〈ウェンディ・グレン〉）
- 猿の惑星: 創世記（リンダ〈マティー・ホーキンソン〉）
- G.I.ジョー（カバーガール〈カロリナ・クルコヴァ〉）
- ジャックとジル（ソフィア・サデルステイン〈エロディ・トーン〉）
- スーパーヒーロームービー!! -最'笑'超人列伝-（ジル〈サラ・パクストン〉）
- スカイランナー（ジュリー〈ジャクリーン・マッキネス・ウッド〉）
- スター・トレック（ウィノナ・カーク〈ジェニファー・モリソン〉）
- スパイアニマル・Gフォース（白ねずみ）
- ソーシャル・ネットワーク（エリカのルームメイト〈マーセラ・レンツ・ポープ〉）
- 空飛ぶペンギン（ジェニー・ポッパー〈マデリン・キャロル〉）
- 007 慰めの報酬（コリーヌ〈スタナ・カティック〉）※ソフト版
- ツーリスト
- デス・ルーム（子供のナタリー）
- 隣の家の少女（モラン夫人）
- トランスバトラー（ジーラ〈エンプレス・シャック〉）
- トランスフォーマー/リベンジ（アリス〈イザベル・ルーカス〉）
- 2012（リサ）
- バレッツ
- PANDEMIC 感染惑星（エミリー〈ニコラ・アンダーソン〉）
- Black & White/ブラック & ホワイト（ジョー・ヘンソン〈ジョン・ポール・ラッタン〉）
- ブルー・ダイヤモンド（カティア〈アナ・ウラル〉[16]）
- 赦しのちから（エイミー・ハリソン〈シャリ・リグビー〉[17]）
- Mr.ズーキーパーの婚活動物園（ロビン）
- REC:レック/ザ・クアランティン2 ターミナルの悲劇（ポーラ〈ブレ・ブレア〉）
- レボリューショナリー・ロード/燃え尽きるまで（ブイス夫人）

#### ドラマ
- アーロン・ストーン（ジョー〈メーガン・ヘファーン〉）
- iCarly（ローゼンタール先生）
- アグリー・ベティ（マリサ・ローウェン（〈オーブリー・ダラー〉）#79
- ATHENA -アテナ-
- アントラージュ★オレたちのハリウッド（リンジー）
- ヴェロニカ・マーズ（ジェニー〈ディアナ・アグロン〉）#49、＃63
- オルタード・カーボン シーズン2（ディグ301〈デイナ・シハービ〉）
- キャッスル 〜ミステリー作家は事件がお好き（アマンダ、ジョアン・デルガード〈カテリーナ・スコーソン〉）
- ギルモア・ガールズ
- クリミナル・マインド4 FBI行動分析課 #11、#17、#25
- クリミナル・マインド6 FBI行動分析課 #15（モリー・グランディ〈レイチェル・マイナー〉）
- THE TUDORS〜背徳の王冠〜（アン・アスキュー〈エマ・スタンスフィールド〉）
- CSI:9 科学捜査班 #10
- CSI:10 科学捜査班 #13（レナータ・クラーク〈スカウト・テイラー＝コンプトン〉）
- CSI:ニューヨーク6 #8、#15
- CSI:ニューヨーク7 #7（ヘイリー・モンゴメリー〈ティファニー・デュポン〉）、#20
- CSI:マイアミ7 #12
- CSI:マイアミ9（モリー・スローン〈レヴェン・ランビン〉）、#14（メーガン）、#15、#22
- シークレット・アイドル ハンナ・モンタナ（歯科衛生士 他）
- チャーリー・シーンのハーパー★ボーイズ（ダーリーン）
- ドールハウス（メリー、ノベンバー〈ミラクル・ローリー〉）
- 爆音家族（ビアンカ・オルテガ〈カミラ・ベイナス〉）
- 犯罪捜査官 アナ・トラヴィス
- フード・ボーイ 秘密のパワー
- ブルーブラッド 〜NYPD家族の絆〜（ニッキー・レーガン・ボイル〈サミ・ゲイル〉）
- 分別と多感（エリノア・ダッシュウッド〈ハティ・モラハン〉）
- ホワイトチャペル3 終わりなき殺意（エラ）
- ラブレイン
- 恋愛マニュアル〜まだ結婚したい女（セナ）
- One Tree Hill（シェリー・サイモン〈エリザベス・ハーノイス〉）

#### アニメ
- アベンジャーズ 地球最強のヒーロー（ワスプ / ジャネット・ヴァン・ダイン）
- おさるのジョージ（ディランの母）
- 少年マイロの火星冒険記3D
- バッドガイズ[18]
- バットマン:ブレイブ&ボールド
- LEGO スター・ウォーズ パダワン・メナス

### ラジオドラマ
- VOMIC べしゃり暮らし（女子生徒）
- 花の慶次（水沢隆広）

### ドラマCD
- 真・女神転生 STRANGE JOURNEY（2010年、ウィリアムズ）
- 猫神やおよろず 奇縁宿縁コンテンション（2010年、お庭番衆）

### その他
- 声優チャット
- アオイホノオ（2014年）